# Südluangwa-Nationalpark
Der Südluangwa-Nationalpark (englisch: South Luangwa National Park) ist das bekannteste Tierschutzgebiet Sambias und der touristische Schwerpunkt des Landes. Er ist der südlichste von drei Parks im Tal des Flusses Luangwa. Die beiden anderen sind der Nordluangwa-Nationalpark und der Luambe-Nationalpark.
Der Südluangwa-Nationalpark beheimatet einen umfang- und artenreichen Wildtierbestand, darunter eine Vielzahl an Thorneycroft-Giraffen sowie große Herden von Elefanten und Büffeln, die häufig mehrere hundert Tiere zählen. Ferner leben zahlreiche Nilkrokodile und Flusspferde am Luangwa. Das Cookson-Gnu sowie das Crawshay-Zebra sind lediglich in diesem Tal oder in der Nähe beheimatet. Obwohl das Spitzmaulnashorn durch ein Artenschutzprogramm vor Wilderern geschützt wurde, starb es 1987 aus.
Der Luangwa-Nationalpark ist für Fotosafaris einer der populärsten Nationalparks Afrikas. Gegründet wurde er 1938 als Schutzgebiet und wurde 1972 zum Nationalpark erklärt, der über eine Fläche von 9050 km² verfügt. Er reicht vom Muchinga-Gebirge im Westen hinab bis zum Fluss. Das Terrain ist von Miombowald geprägt und mit einigen Steppen durchzogen. Am Fluss gibt es weite Auen.
Der wichtigste Ort liegt am Ostufer des Luangwa und heißt Mfue. Dort liegt ein ausgebauter Flughafen, der von Air Malawi regelmäßig angeflogen wird. Im Park gibt es über ein Dutzend Lodges und Camps jeder Kategorie.

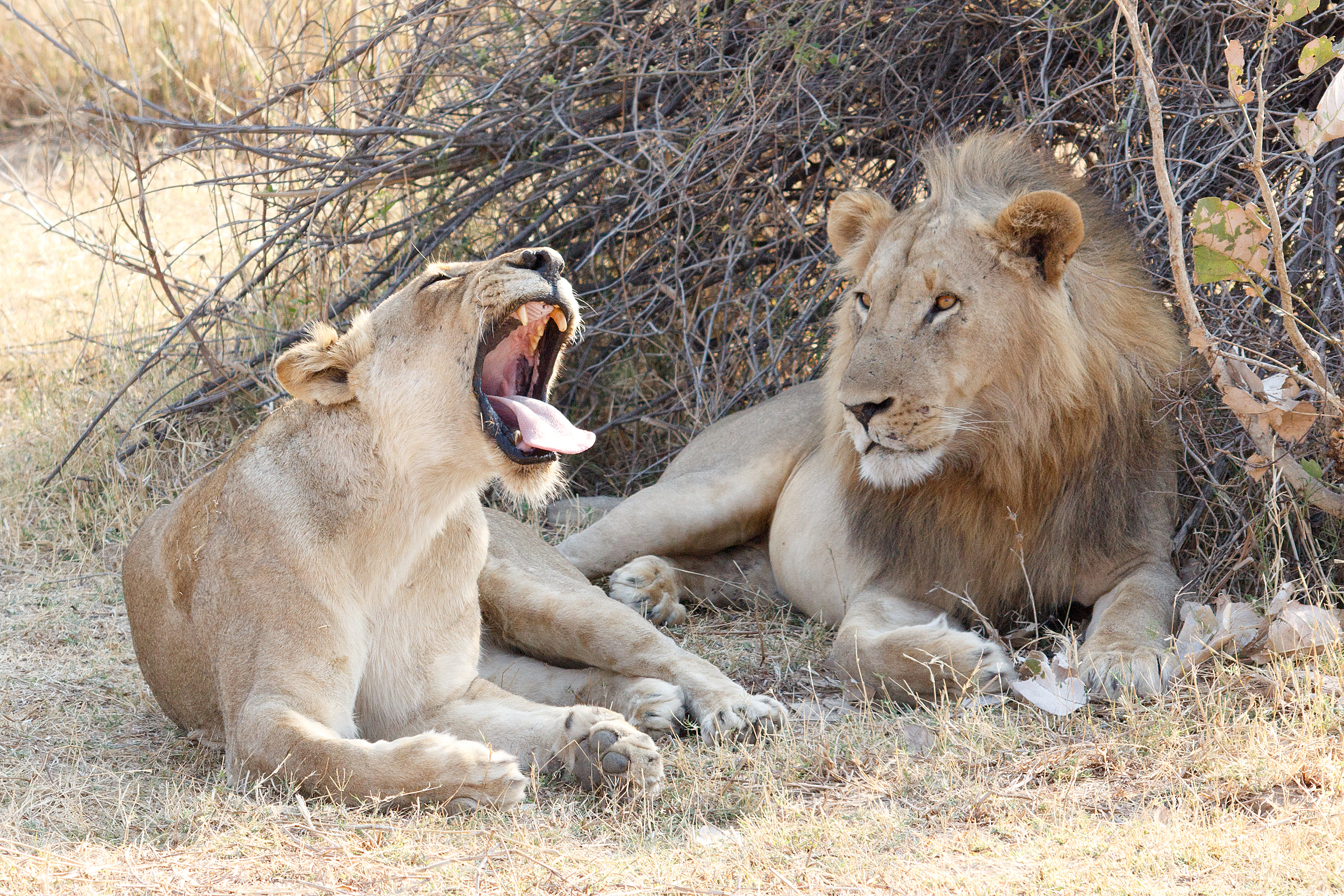
Löwen im Südluangwa-Nationalpark
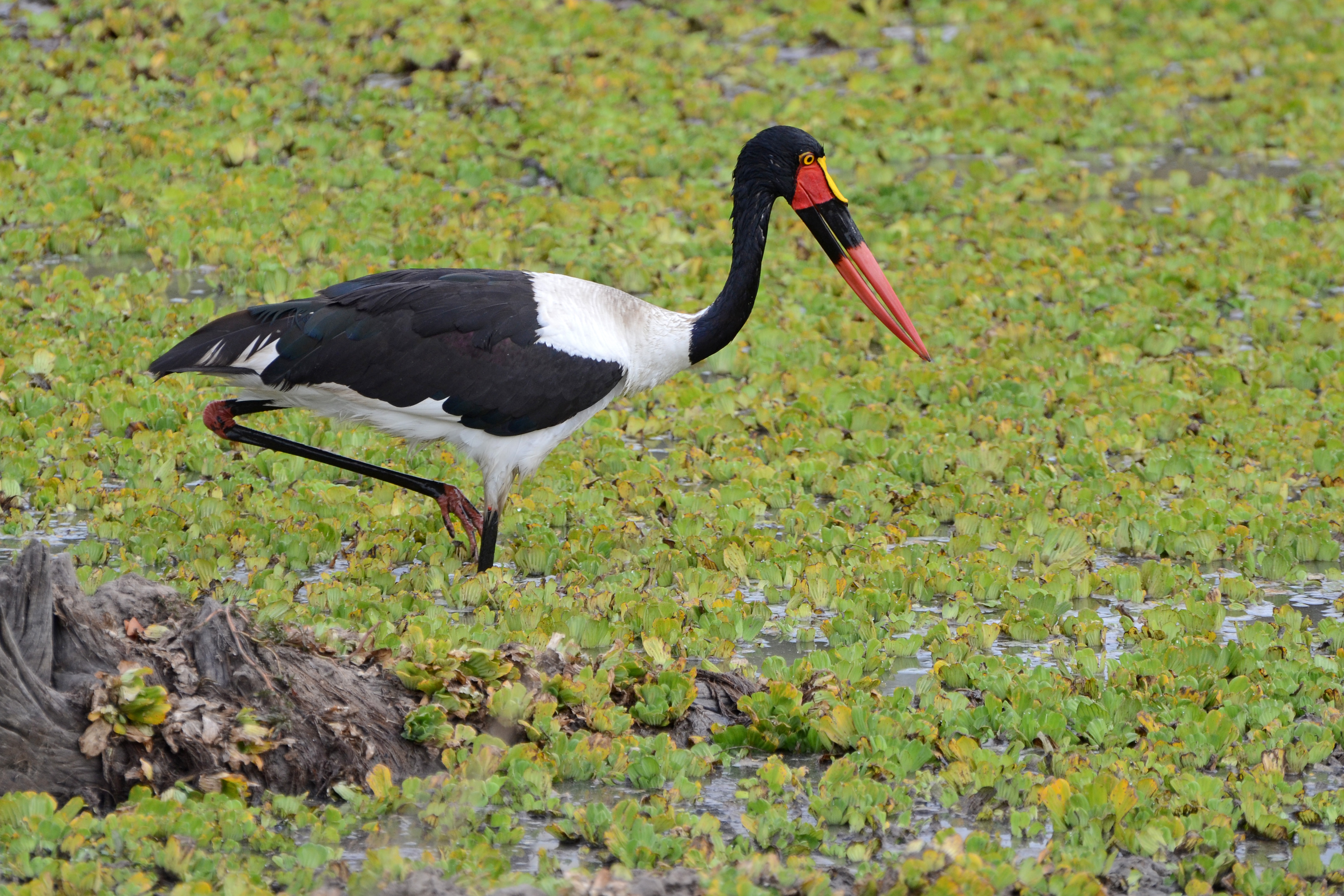
Sattelstorch
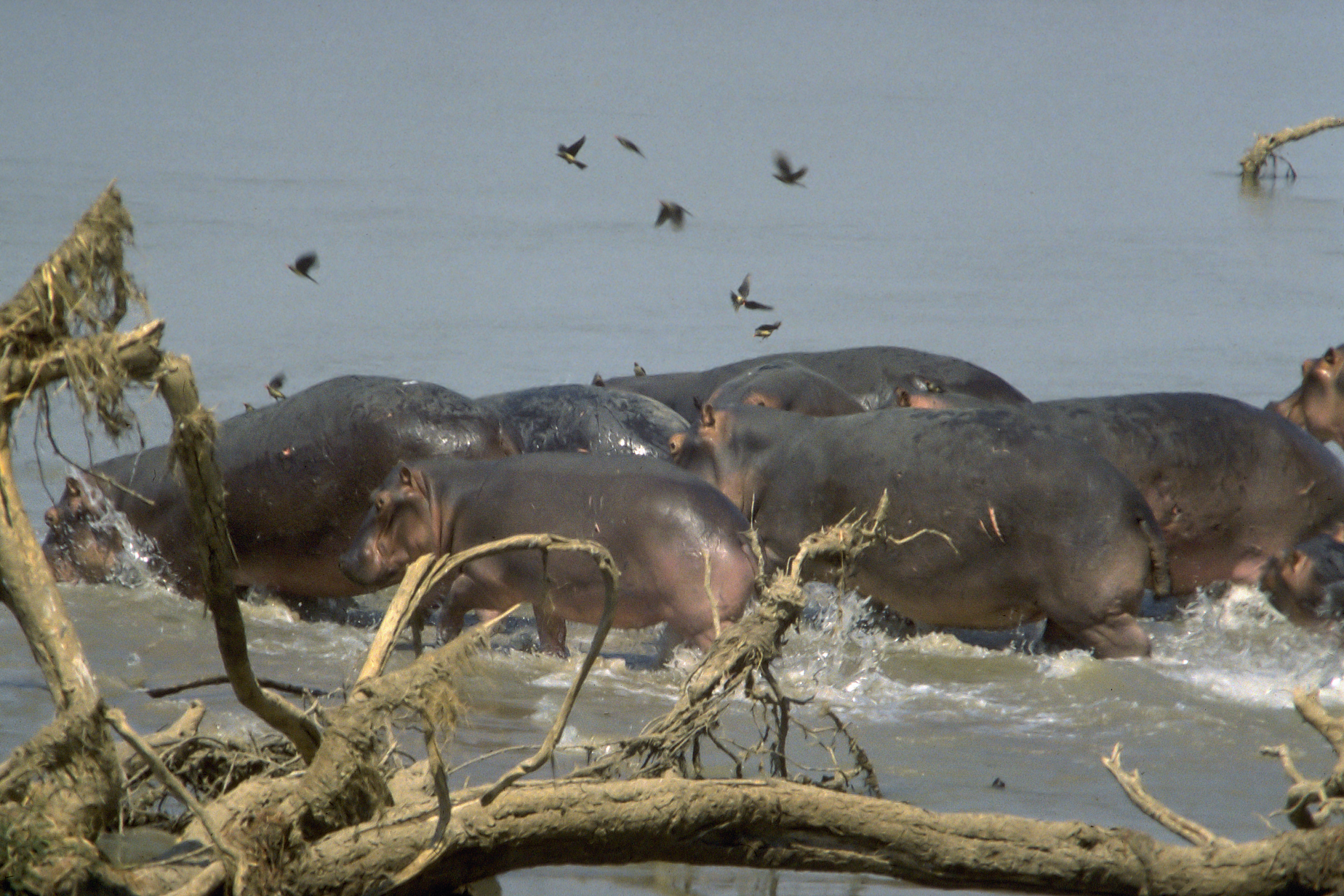
Flusspferde
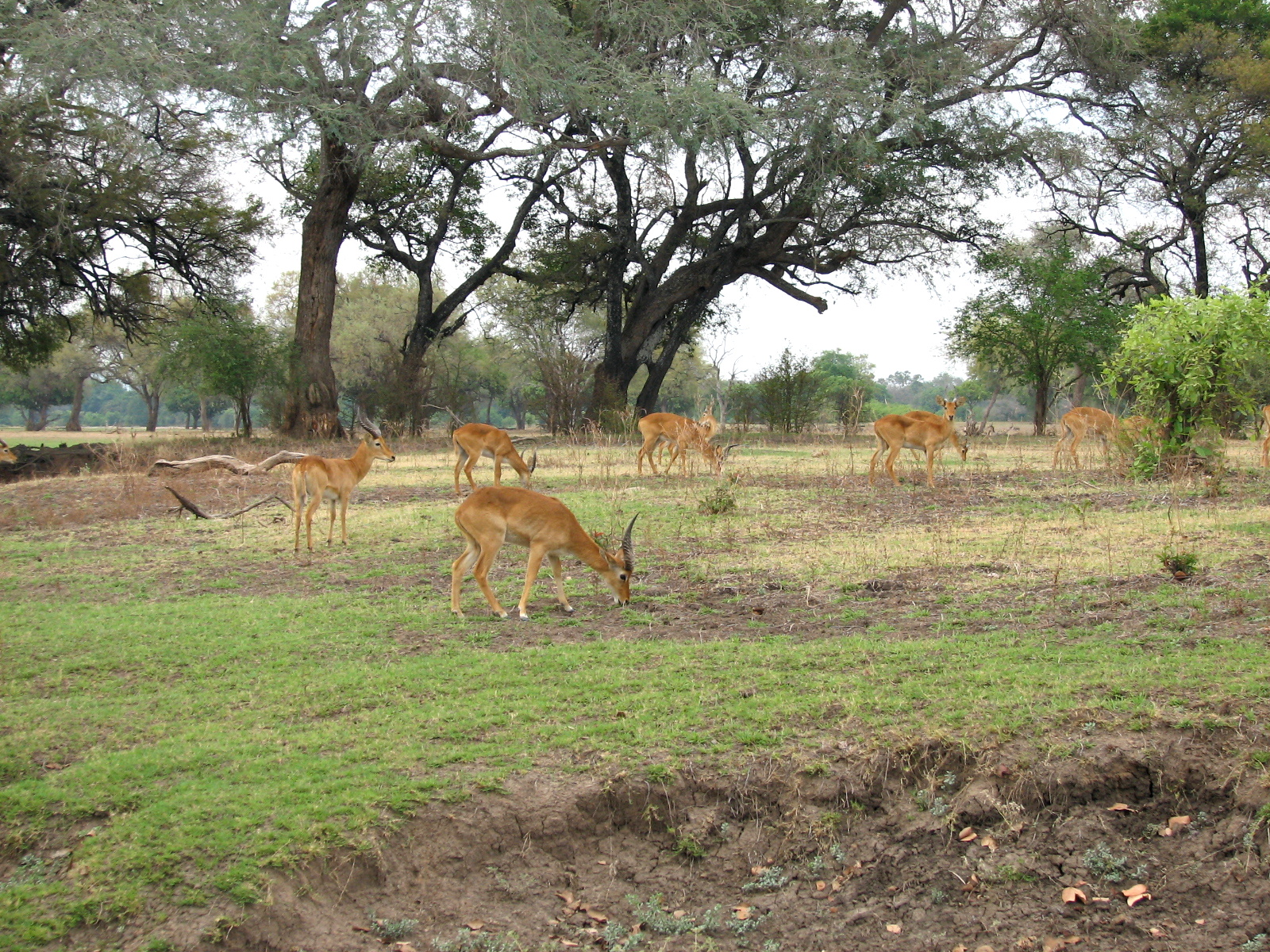
Pukus
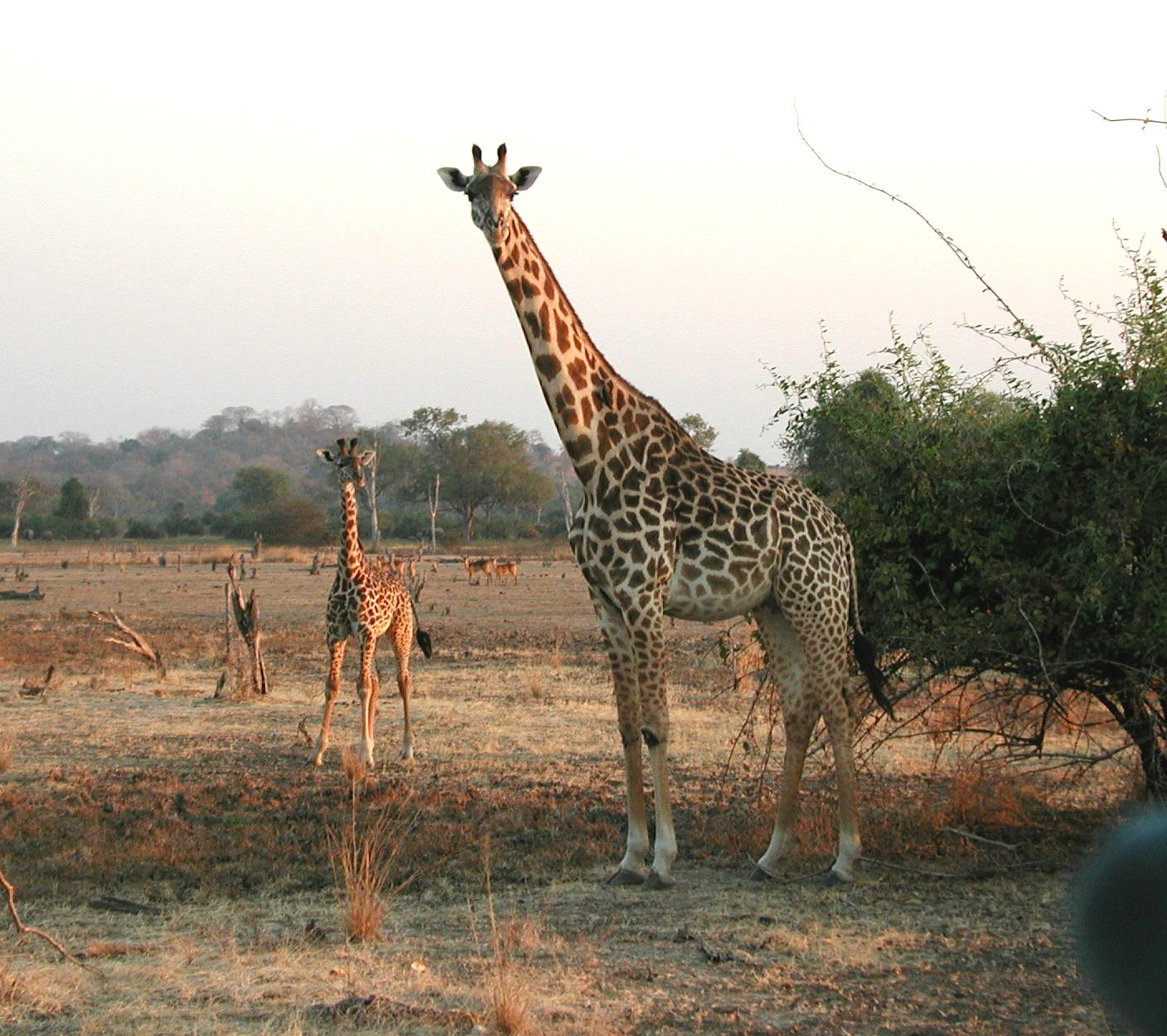
Die Thorneycroft-Giraffe ist eine für das Luangwatal charakteristische Unterart
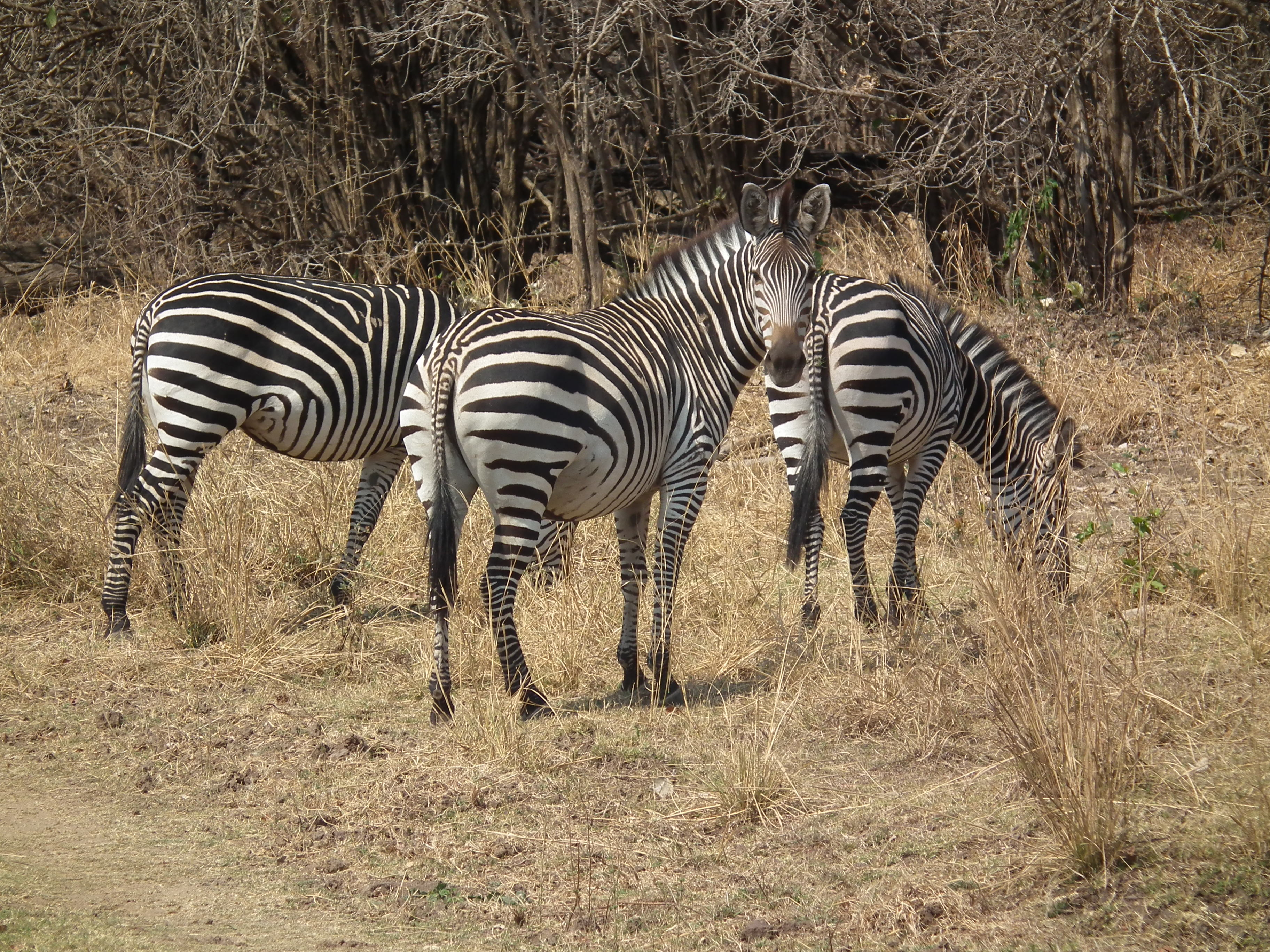
Crawshay-Zebras
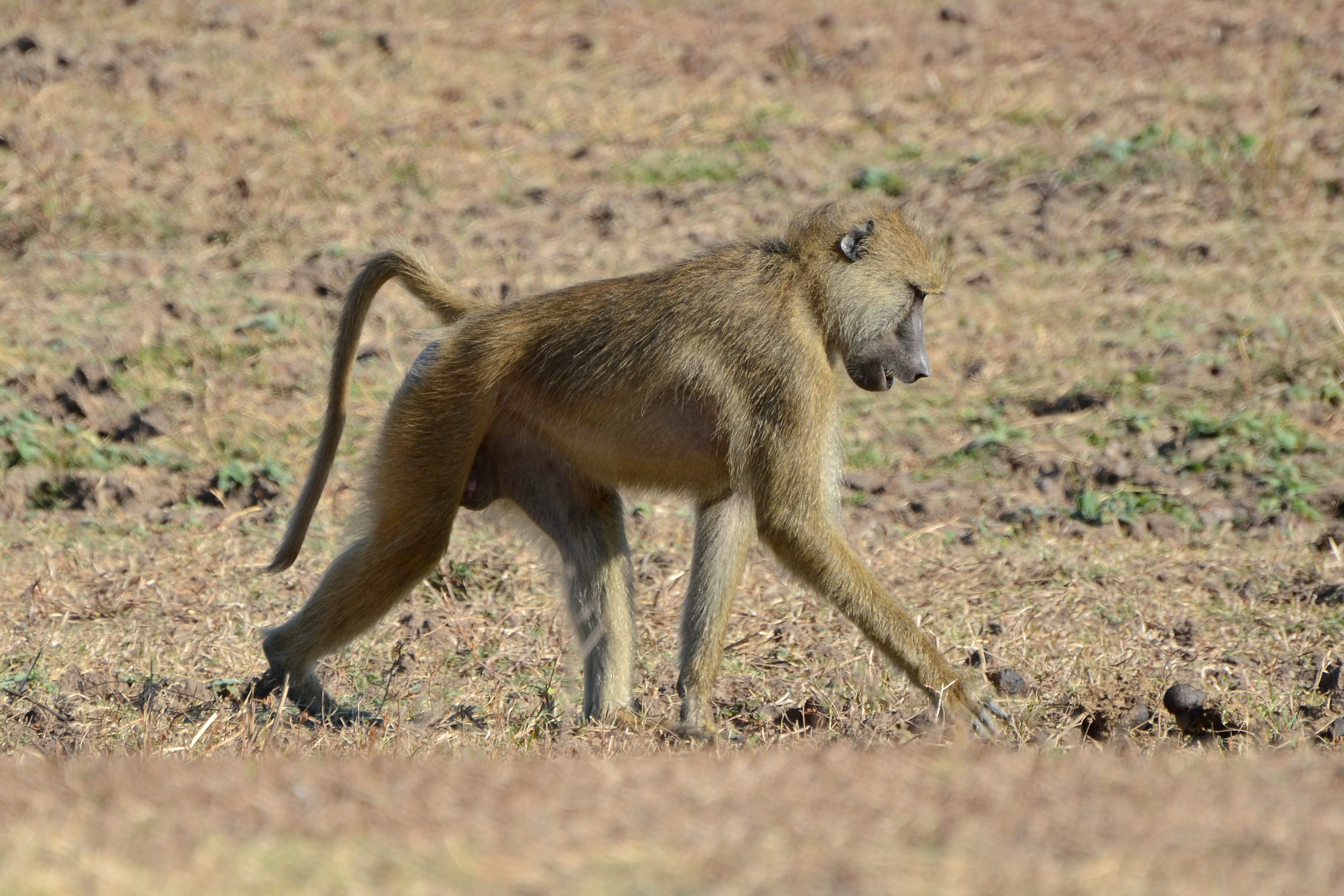
Gelber Pavian
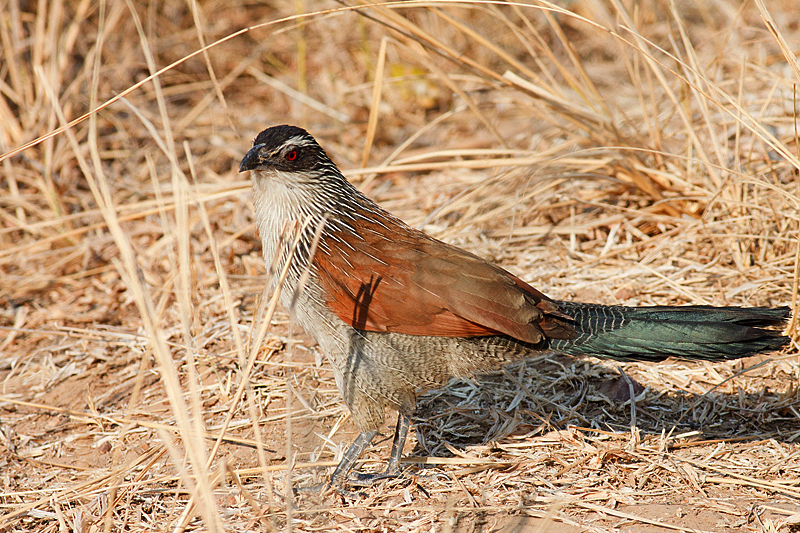
Tiputip (Centropus superciliosus)
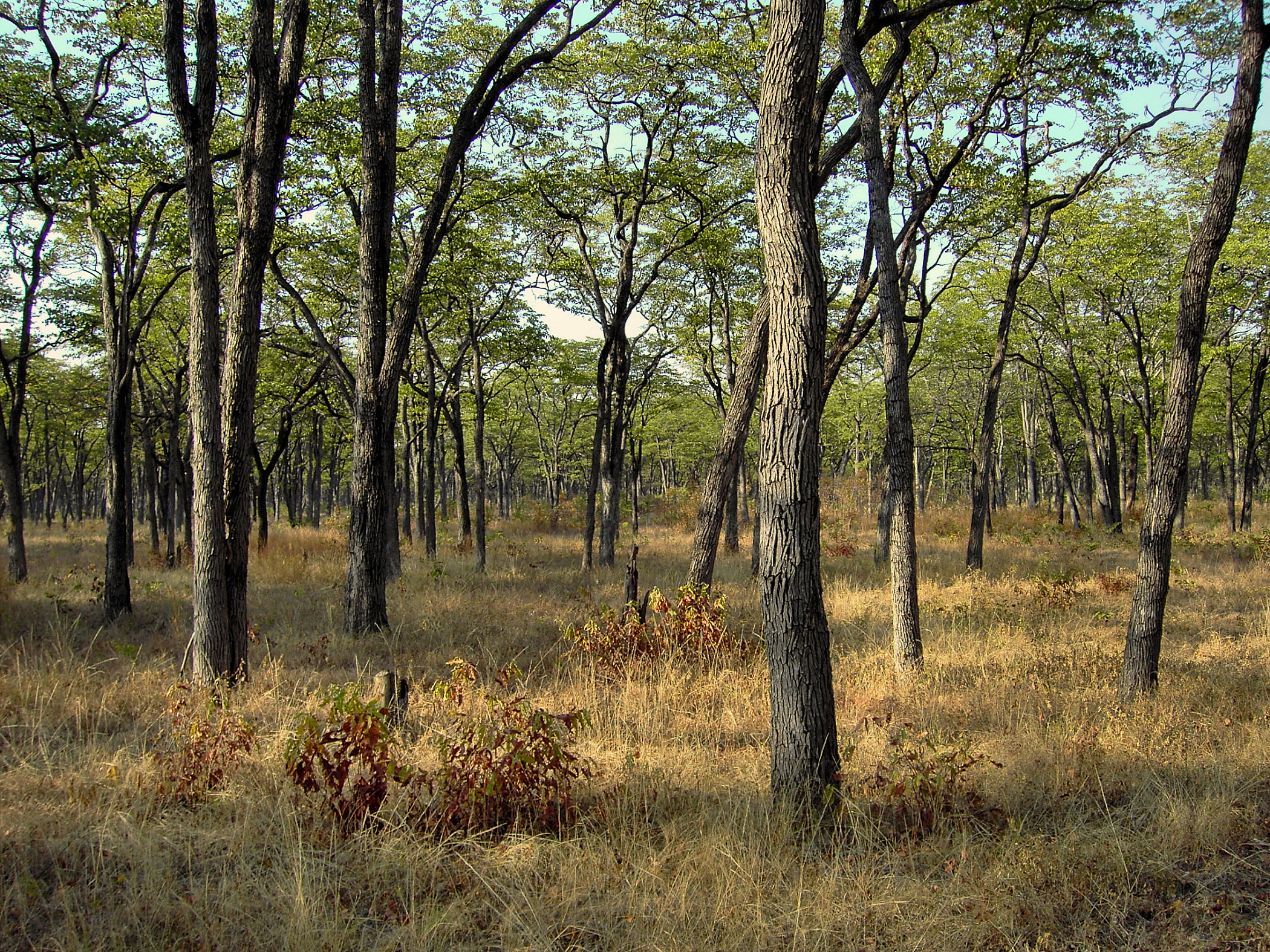
Miombowald im Südluangwa-Nationalpark